# أبونا فيليبس
كان أبونا فيليبس أول بطريرك لكنيسة التوحيد الأرثوذكسية الإريترية.

## حياته وعمله
ولد في إنداديكو، إريتريا، وبدأ تعليمه الديني في دير دبري بيزن في سن الحادية عشرة، وأخذ عهودًا رهبانية وكهنوتية هناك. رُقي إلى رتبة أسقف ثم رئيس أساقفة كنيسة التوحيد الأرثوذكسية الإثيوبية في أديس أبابا، لكنه ترك تلك الكنيسة بعد ذلك لينضم إلى المجمع الإريتري عندما انفصلت كنيسة التوحيد الأرثوذكسية الإريترية عن كنيسة التوحيد الأرثوذكسية الإثيوبية عند استقلال إريتريا. وقد رُقي إلى رتبة بطريرك إريتريا في مايو 1999 على يد البابا القبطي شنودة الثالث، وتم تنصيبه في أسمرة. انضم إلى البطريرك الإثيوبي أبونا باولوس في محاولة فاشلة للتوسط في الحرب بين إثيوبيا وإريتريا.

### الوفاة
توفي البطريرك أبونا فيليبس بعد صراع طويل مع المرض في 18 سبتمبر 2002 في أسمرة ودفن في دير ديبري بيزن. وخلفه أبونا ياكوب.

## بطاركة إريتريا
- أبونا فيليبس (البطريرك الأول - 1999- 2001)
- أبونا ياكوب (البطريرك الثاني - 2002 - 2003)
- أبونا أنطونيوس (البطريرك الثالث - 2004 - 2022)
- أبونا ديسقوروس (البطريرك الرابع - 2007 - 2015)
- أبونا كيرلس (البطريرك الخامس - 2021 الي الآن)